# Alamo Bay
Pour les articles homonymes, voir Alamo.
Pour plus de détails, voir Fiche technique et Distribution.
Alamo Bay est un film américain réalisé par Louis Malle, sorti en 1985.

## Synopsis
Un vétéran du Viêt Nam dépressif prend part à l'arrivée de réfugiés vietnamiens dans le port d'Alamo Bay et aux tensions qui en découlent...

## Fiche technique
- Titre : Alamo Bay
- Réalisation : Louis Malle
- Scénario : Alice Arlen
- Production : Ken Golden, Louis Malle, Vincent Malle et Ross Milloy
- Sociétés de production : Delphi IV Productions et TriStar
- Musique : Ry Cooder et Van Dyke Parks
- Photographie : Curtis Clark
- Montage : James Bruce
- Décors : Trevor Williams
- Costumes : Deirdre N. Williams
- Pays d'origine : États-Unis
- Format : Couleurs - 1,85:1 - Mono - 35 mm
- Genre : Drame, romance
- Durée : 98 minutes
- Dates de sortie : 3 avril 1985 (États-Unis), 18 septembre 1985 (France)

## Distribution
- Amy Madigan : Glory
- Ed Harris : Shang
- Ho Nguyen : Dinh
- Donald Moffat : Wally
- Truyen V. Tran : Ben
- Rudy Young : Skinner
- Cynthia Carle : Honey
- Martin LaSalle : Luis
- William Frankfather : Mac
- Lucky Mosley : Ab Crankshaw
- Bill Thurman : le shérif
- Michael Ballard : Wendell
- Gary Basaraba : Leon
- Jerry Biggs : Buddy
- Mark Hanks : Brandon

## Autour du film
- Le tournage s'est déroulé à Port Lavaca et Rockport, au Texas.
- La chanson Too Close est interprétée par Amy Madigan et John Hiatt.